# بيتر هارت (مؤرخ عسكري)
بيتر هارت (بالإنجليزية: Peter Hart, military historian)‏ هو مؤرخ عسكري بريطاني، ولد في 10 يناير 1955.